# Дєрдь Карпаті
Дєрдь Карпаті (угор. György Kárpáti, 23 червня 1935 — 17 червня 2020) — угорський ватерполіст.
Олімпійський чемпіон 1952, 1956, 1964 років.
Бронзовий призер Олімпійських ігор 1960 року.